# Hydrochous
Hydrochous is een geslacht van vogels uit de familie gierzwaluwen (Apodidae).
Op grond van studies aan het skelet, het gedrag (het maken van geluid) en de fylogenie is de soort reuzensalangaan verplaatst uit het geslacht Collocalia en geplaatst in het in 1970 nieuw ingestelde geslacht Hydrochous.
Het geslacht is daarom monotypisch:
- Hydrochous gigas – Reuzensalangaan